# 吉田正昭 (野球)
吉田 正昭（よしだ まさあき、1944年5月22日 - ）は、山口県出身の元プロ野球選手（外野手）。右投右打。

## 経歴・人物
山口県立久賀高等学校を中退し、1962年に東映フライヤーズに入団する。
6年目の1967年に初の一軍入り。5月31日の近鉄バファローズ戦で長田裕之からプロ初打席で初安打（二塁打）を放つも11試合の出場に終わり、以後は打席に立つこともなく、この年限りで引退した。珍しい生涯打率10割の選手である。
1967年7月19日後楽園球場で行われた近鉄バファローズ戦で9回裏に一塁ランナーの代走に起用され、続く白仁天がサヨナラホームランを放ったものの、代走の吉田は一二塁間で打球を見ていたために止まっていたところ白に追い越され、サヨナラホームランをフイにしたことがある。

## 詳細情報

### 年度別打撃成績
| 年 度     | 球 団     | 試 合 | 打 席 | 打 数 | 得 点 | 安 打 | 二 塁 打 | 三 塁 打 | 本 塁 打 | 塁 打 | 打 点 | 盗 塁 | 盗 塁 死 | 犠 打 | 犠 飛 | 四 球 | 敬 遠 | 死 球 | 三 振 | 併 殺 打 | 打 率 | 出 塁 率 | 長 打 率 | O P S |
| --------- | --------- | ----- | ----- | ----- | ----- | ----- | -------- | -------- | -------- | ----- | ----- | ----- | -------- | ----- | ----- | ----- | ----- | ----- | ----- | -------- | ----- | -------- | -------- | ----- |
| 1967      | 東映      | 11    | 1     | 1     | 0     | 1     | 0        | 0        | 0        | 2     | 0     | 0     | 0        | 0     | 0     | 0     | 0     | 0     | 0     | 0        | 1.000 | 1.000    | 2.000    | 3.000 |
| 通算：1年 | 通算：1年 | 11    | 1     | 1     | 0     | 1     | 0        | 0        | 0        | 2     | 0     | 0     | 0        | 0     | 0     | 0     | 0     | 0     | 0     | 0        | 1.000 | 1.000    | 2.000    | 3.000 |

### 記録
- 初打席・初安打：1967年5月31日、対近鉄バファローズ戦、長田裕之から二塁打

### 背番号
- 70（1962年）
- 37（1963年 - 1967年）